# Ectocarpus siliculosus
Ectocarpus siliculosus – gatunek brunatnicy z rodziny Ectocarpaceae. Nitkowaty glon o długiej, cienkiej i rozgałęzionej plesze. Oprócz dość dużej zmienności morfologicznej wykazuje zmienność ekofizjologiczną. W warunkach naturalnych jest organizmem jednorocznym. Jest to pierwszy gatunek brunatnic, którego genom został zsekwencjonowany.

## Budowa

### Plecha
Tworzy nitkowate, nieregularnie rozgałęzione, żółtawe lub brunatne plechy o długości od 3 do 30 cm i szerokości nici 25–70 μm. W warunkach laboratoryjnych dojrzałość osiągają już plechy o długości 1–3 cm. Przemiana pokoleń daje trzy różne formy: diploidalne sporofity oraz haploidalne partenosporofity i gametofity. Plechy wszystkich tych form są trudne do odróżnienia (nieco różnią się u nasady). Plechy przymocowane są do podłoża za pomocą tzw. stopy, tworzonej ze splątanych z sobą, płożących się nici. Również sporangia (zarodnie) większego typu są bardzo podobne do gametangiów, a zarodniki (zoospory) do gamet. Rozwój plech, stopień ich rozgałęzienia itp. zależą od czynników środowiskowych, ale regulowane są również przez cytokininy. Anatomia jest typowa dla brunatnic. Chromatofory są wstążkowate i spiralnie skręcone. Komórki dzielą się interkalarnie, tj. w różnych miejscach na całej długości nici lub tylko w pewnych jej częściach.

### Diaspory
Zarodniki i gamety zawierają po jednym chloroplaście i pirenoidzie. Mają też rozbudowany aparat Golgiego. Przednia wić ma mastygonemy, ma funkcję napędową. Tylna jest naga, zwykle nieruchoma, służąc czasem do obrotu komórki. Występuje plamka oczna, umożliwiająca fototaksję. Gamety rozpoznają się chemotaktycznie, w czym biorą udział nienasycone węglowodory – ektokarpen, a zwłaszcza jego prekursor, preektokarpen.

## Fizjologia
Fizjologia E. siliculosus nie odbiega od typowej dla brunatnic. Głównymi asymilatami są mannitol i laminaryna.  Jak u wielu fotoautotrofów wodnych, źródłem węgla jest HCO3-. Fotosynteza jest szczególnie stymulowana przez niebieskie światło. Istnieją przypuszczenia, że przypomina typ C4. Wśród lipidów E. siliculosus brak diacyloglicerylohydroksymetylo-N,N,N-trimetylo-β-alaniny (DGTA) typowej dla siostrzanego gatunku, E. fasciculatus.

## Rozmnażanie
Gametofity haploidalne, dwupienne. Męskie i żeńskie o jednakowym wyglądzie, podobnie jak gamety obu płci (izogamia). Gamety żeńskie szybko osiadają i wydzielają feromony przywabiające męskie gamety o większej mobilności. Po zapłodnieniu powstaje diploidalna zygota, dająca początek sporofitowi. Niezapłodnione gamety mogą wykiełkować w partenosporofity. Zarówno diploidalne, jak i haploidalne sporofity wytwarzają zarodniki, z których mogą powstać nowe sporofity lub partenosporofity albo gametofity. Zarodnie są dwojakiego rodzaju – wielokomorowe i jednokomorowe. Te pierwsze osiągają szerokość od 12 do 20 μm i zwykle od 100 do 250 μm długości (ich wielkość ma znaczenie diagnostyczne, bowiem podobny gatunek Ectocarpus confervoides ma zarodnie o szerokości od 20 do 30 μm). Mają wąskostożkowaty kształt, osadzone są na krótkim styliku, niekiedy zakończone są włosem. Powstaje w nich wiele dwuwiciowych mitospor. Zarodnie jednokomorowe są podobnej szerokości, ale 10 razy krótsze. Zachodzi w nich jedna mejoza, a następnie po serii mitoz powstaje około setki mejospor, w mniej więcej równej proporcji płci. U niektórych szczepów mitospory powstają głównie w cieplejszych (letnich) warunkach, a mejospory w zimniejszych.

## Ekologia

### Występowanie
Występuje w wodach strefy umiarkowanej i chłodnej, w tym również w wodach całego Morza Bałtyckiego. Podobnie jak wiele innych brunatnic nie występuje w strefach równikowych. Na południu nie przekracza strefy konwergencji antarktycznej. Spotykany też w wodach podzwrotnikowych. Występuje zarówno w wodach w pełni słonych, jak i słonawych, wyjątkowo – słodkich na głębokościach do 10 m (30 m). Tworzy słabo przytwierdzone do podłoża maty. Rośnie na skale i kamieniach, na drewnie i innych makroglonach lub roślinach wodnych. Często jest gatunkiem dominującym w przybrzeżnych ekosystemach o skalistym dnie.

### Tolerancja ekologiczna
Stosunkowo wytrzymały na zawartość miedzi (powszechnie uważanej za algicyd), badana jest tolerancja na inne metale ciężkie. Sporofity (tak diploidalne, jak i haploidalne) są mniej wrażliwe na zasolenie niż gametofity.

### Patogeny
Atakowany przez wirusy. Wśród eukariotycznych pasożytów liczne są grzyby i grzybopodobne protisty, np. skoczkowce i lęgniowce.